# Bundesverband der Energie-Abnehmer
Der Bundesverband der Energie-Abnehmer e. V. (VEA) ist ein deutscher Interessenverband, der Unternehmen aus der mittelständischen Wirtschaft und des öffentlichen Sektors in allen Fragen rund um Energiekostenreduzierung und Energiemanagement berät.

## Übersicht
Mit über 4500 Mitgliedern ist der VEA die größte Energie-Interessengemeinschaft des deutschen Mittelstandes. Hauptsitz ist Hannover. Weitere Geschäftsstellen gibt es in Herne, Koblenz, Ludwigshafen, Freiburg, Finnentrop, Nürnberg, München, Cottbus und Erfurt.
Der Verein unterstützt seine Mitglieder mit zahlreichen Leistungen in den Bereichen Markttransparenz, Beschaffung von Strom und Gas, Controlling und Monitoring sowie Energieeffizienz.
Neben dem Beratungs- und Informationsangebot für Unternehmen setzt sich der VEA als Interessenvertretung seiner Mitglieder für faire Energiepreise und die Stärkung des deutschen Mittelstandes im internationalen Wettbewerb ein. Eine kontinuierliche Beobachtung der Energiepreisentwicklung und ein großes Kontaktnetzwerk in Politik und Wirtschaft bilden hierfür die Basis.